# Raoul Allegri
Raoul Allegri (Parma, 15 luglio 1905 – Parma, 1969) è stato un pittore e grafico italiano.

## Biografia
Studiò all'Istituto d'Arte Paolo Toschi di Parma, diplomandosi con onore nel 1927 in decorazione murale, pittorica e plastica sotto la guida di insegnanti come Carlo Baratta e Daniele Strobel. Nel 1928 aprì lo studio "Allegri Pubblicità" in via Vittorio Emanuele a Parma (attuale strada della Repubblica), che gestì fino al 1938.
Tra le sue creazioni di quel periodo si ricordano annunci per la profumeria Borsari, manifesti per il liquore Vov della Pezziol, Calzature Zanlari e numerosi annunci per conserve di pomodoro, per lo più realizzate dall’officina F.lli Zafferri, con cui mantenne uno stretto rapporto di collaborazione.
Nel 1935 si sposò con la studiosa d'arte Giuseppina Tassoni, con la quale ebbe due figli, Arrigo e Antonella.
È noto per la sua lunga collaborazione con l'azienda alimentare Barilla, per la quale realizzò il cartello Le migliori paste (1933) col primo piano di un negro che divora degli spaghetti, parodia del film Il cantante di jazz, interpretato nel 1927 dall’attore Al Jolson, truccato da cantante di colore. La pellicola era stata proiettata
a Parma nel 1930 con un successo senza precedenti, data la novità del sonoro. Altri manifesti per Barilla sono stati Uovo cameriere e Cinese con pastina glutinata.
Come divulgatore e storico dell’arte locale lasciò saggi critici e recensioni pubblicate nelle riviste Aurea Parma e Parma per l’Arte (di quest'ultima fu anche Presidente).